# Ушковская канава
Ушко́вская кана́ва (также Ушковский канал) — канал длиной 4,5 км в Горноуральском городском округе Свердловской области, соединяющий реку Чёрную с Черноисточинским прудом. Построен в 1848—1849 годах крепостным гидротехником и предпринимателем К. К. Ушковым на собственные средства, назван его именем. С 1960 года является памятником истории России федерального значения.

## История
Проблема маловодности Тагильского пруда, обеспечивавшего энергией Нижнетагильский завод, обсуждалась с 1770-х годов. Демидовы в разное время приглашали А. Е. Грубера и К. Ж. Ферри для решения этой задачи. Идея соединить для этого реку Чёрную с Черноисточинским прудом длительное время не находила практического решения.
Весной и летом 1841 года крепостной гидротехник и предприниматель К. К. Ушков, заработавший капитал на поставках угля и продаже муки, изучил местность, где предполагалось строить канал. Он оценил стоимость строительства в 50 тыс. рублей, но не стал требовать деньги от заводчиков. За строительство канала Ушков просил вольную своим сыновьям, холостому Савве и Михаилу с женой и детьми.
11 ноября 1841 года Ушков представил в контору Нижнетагильского завода проект строительства системы прудов, шлюзов, канала и плотины на Чёрной. Проект был одобрен, строительство планировалось вести на собственные средства Ушкова. Зиму и начало весны 1842 года он потратил на подготовку материалов и наём рабочих, первые работы на местности начались в мае 1842 года. Вынутый при копке канала грунт использовался для строительства дамбы, края которой укреплялись глиной и щебнем. Все работы велись вручную и с использованием тягловой силы, основными инструментами были лом, кайло и тачка.
Ушков при проектировании и строительстве использовал особенности рельефа. В естественных понижениях были устроены Верхний и Нижний водосбросные прудки. В течение весны, лета и осени 1848 года основные работы по строительству канала были завершены.
Сооружение канала позволило поднять и стабилизировать уровень воды в Черноисточинском и Нижнетагильском прудах и наладить ритмичную работу Черноисточинского и Нижнетагильского заводов. В 1849 году комиссия во главе с владельцами Нижнетагильских заводов А. К. Демидовой и её супругом А. Н. Карамзиным, а также управляющим А. Н. Кожуховским приняла канал в эксплуатацию, выдав вольную Ушкову. Отпускные документы были получены Ушковыми 10 июля 1849 года.
Со временем за каналом закрепилось название «Ушковская канава». В 1960 году гидротехническое сооружение было взято под государственную охрану в качестве памятника истории России федерального значения.

## География
Канал длиной 4,5 км находится на территории Горноуральского городского округа в 17—20 км на юго-юго-запад от Нижнего Тагила. После запуска канала в эксплуатацию уровень воды в реке Чёрной повысился на 5 м, а площадь Черноисточинского пруда увеличилась в несколько раз, приняв современные размеры.
Около канала находится посёлок Канава.

## Галерея

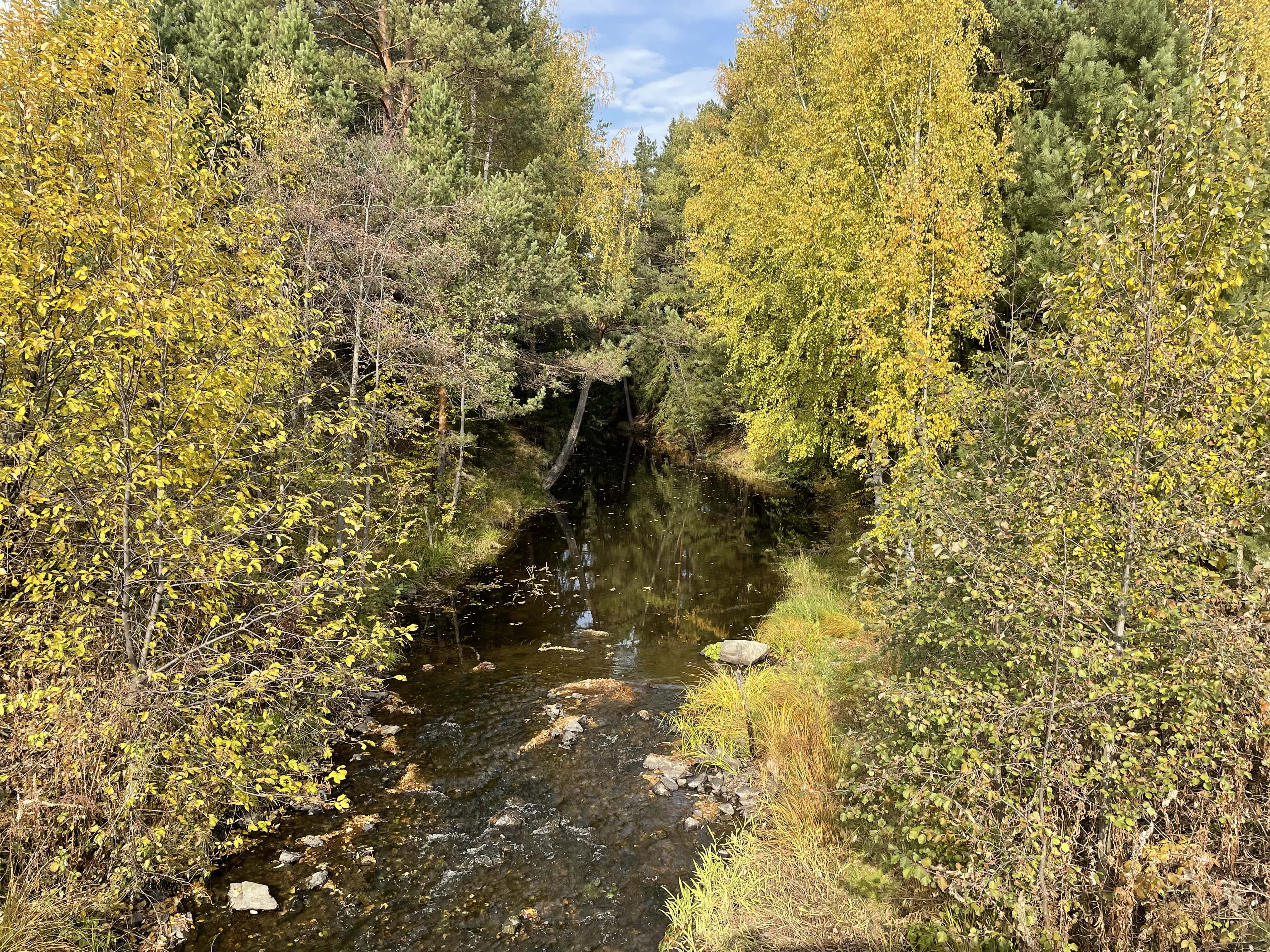
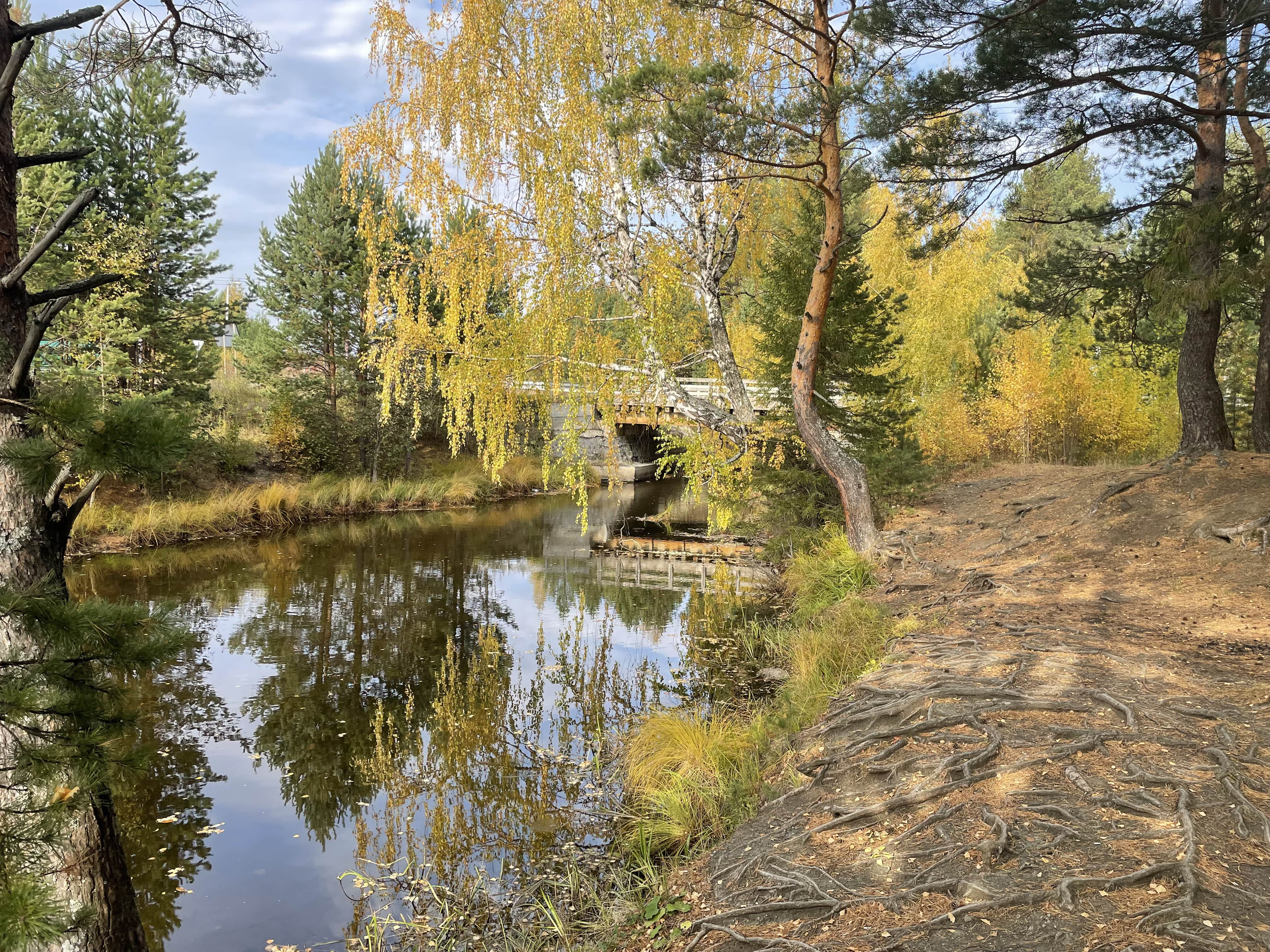
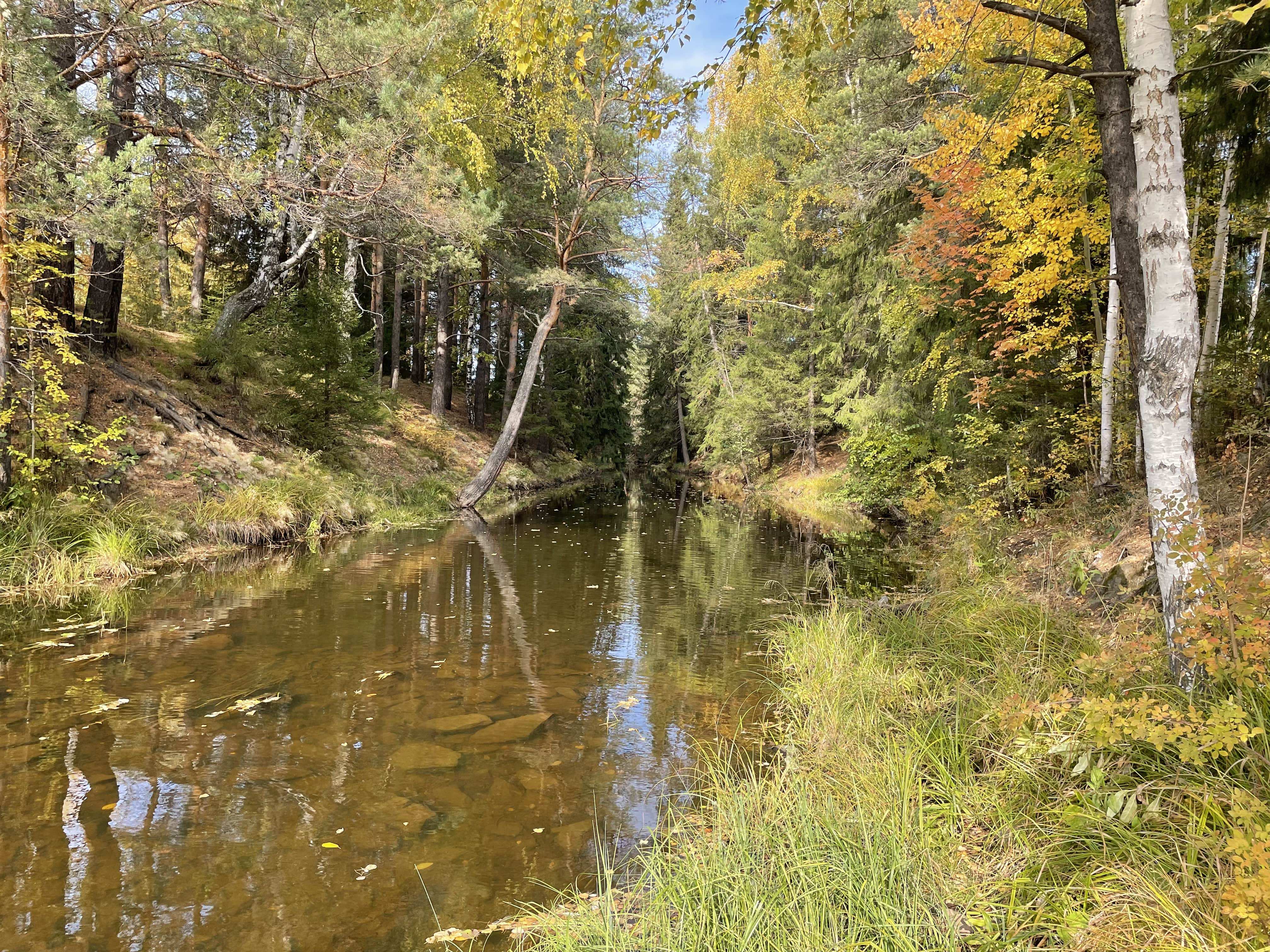